# 尚普尼
尚普尼（法語：Champougny，法語發音：[ʃɑ̃puɲi]）是法国默兹省的一个市镇，位于该省东南部，属于科梅尔西区。

## 地理
尚普尼（48°32'40"N, 5°41'41"E）面积5.91 平方千米，位于法国大東部大區默兹省，该省份为法国西北部内陆省份，北与比利时接壤，西接马恩省和阿登省，南至上马恩省和孚日省，东临默尔特-摩泽尔省。
与尚普尼接壤的市镇（或旧市镇、城区）包括：于吕夫、韦斯河畔马克塞、蒙布拉、帕尼拉布朗什科特、塞普维尼、塔扬库尔。

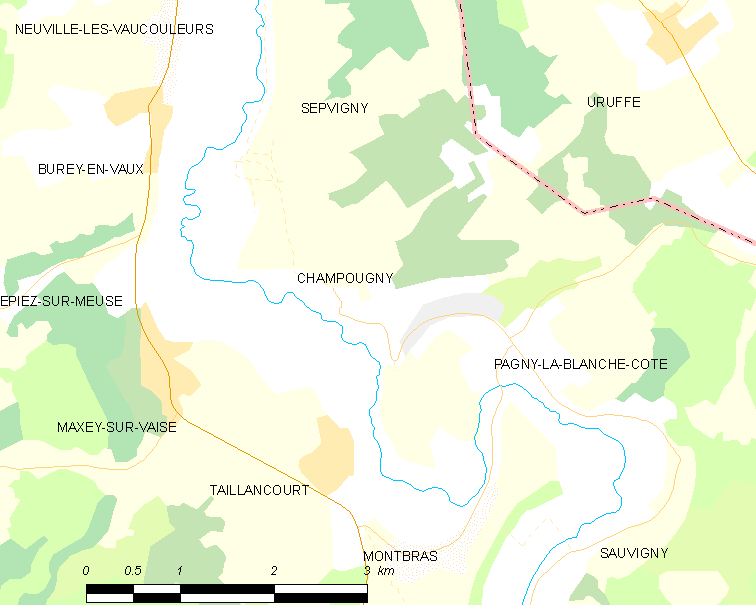
尚普尼的OSM定位图

尚普尼的时区为UTC+01:00、UTC+02:00（夏令时）。

## 行政
尚普尼的邮政编码为55140，INSEE市镇编码为55100。

## 政治
尚普尼所属的省级选区为沃库勒尔县。

## 人口

1962-2008年间尚普尼人口变化图示

尚普尼于2022年1月1日时的人口数量为86人。